# Ion Drîmbă
Ionel Alexandru „Ion” Drîmbă (Temesvár, 1942. március 18. – Brazília, 2006. február 20.) olimpiai és világbajnok román vívó, edző, Gyulai Ilona romániai magyar tőrvívónő korábbi férje.

## Sportpályafutása
Tőr és kard fegyvernemekben is versenyzett, nemzetközi jelentőségű eredményeit tőrvívásban érte el.